# Умберто Мальйолі
Умберто Мальйолі (італ. Umberto Maglioli), (нар. 5 червня 1928, Біольйо, Верчеллі, Королівство Італія — пом. 7 лютого 1999, Монца, Італія) — італійський автогонщик, пілот Формули-1 (1953—1957).